# Infernäl Mäjesty
Infernäl Mäjesty ist eine kanadische Thrash-Metal-Band aus Toronto, Ontario, die im Jahr 1986 unter dem Namen Overlord gegründet wurde.

## Geschichte
Infernäl Mäjesty wurde 1986 unter dem Namen Overlord gegründet. Nach dem ersten Demo und positiven Reaktionen in Fanzines erhielt die Band einen Plattenvertrag bei Roadrunner Records. Dort erschien das Debütalbum None Shall Defy, das unter anderem die vier Lieder vom Demo enthielt. Auf dem Album bestand die Band aus Sänger Chris Bailey, den Gitarristen Kenny Hallman und Steve Terror, Bassist Psychopath und Schlagzeuger Rick Nemes. Der Veröffentlichung des Albums folgten die beiden Demos Nigresent Dissolution und Creation of Chaos. Displeased Records veröffentlichte außerdem das Debütalbum wieder, wobei Lieder der Demos als Bonuslieder enthalten waren.
Nachdem die Band laut ihres Gitarristen Kenny Hallman in den kanadischen Musikzeitschriften nicht unterstützt wurde und ihren Plattenvertrag verlor, stiegen einige Mitglieder aus. Gitarrist Steve Terror erklärte, dass ihr Schlagzeuger nach den Aufnahmen zum Debütalbum nach New York geflogen war, um mit Roadrunner Records zu verhandeln; er „hatte das Management für die Band in seinen Händen. […] Er erzählte ihnen, daß wir nicht auf Tour gehen, sondern lieber erst noch ein weiteres Album rausbringen wollten. Damit versuchte er aber nur, seine eigenen Interessen durchzusetzen, denn der Rest von uns hatte keine Ahnung, was da abging.“ Die Plattenfirma sei „wegen dieses Gesprächs ziemlich sauer auf uns“ gewesen. Die Gitarristen Hallman und Terror führten die Band mit neuen Musikern fort.  Bailey, Psycopath, und Nemes hatten die Band verlassen, sodass Sänger Donald Vince Kuntz, Bassist Chay McMullen und Schlagzeuger Kevin Harrison als neue Mitglieder zur Band kamen. Sänger Kuntz sollte die Band jedoch schon bald wieder verlassen, da er einer Frau das Handgelenk aufritzte, ihr Blut trank und hierfür sieben Monate ins Gefängnis musste. 1998 erschien ihr zweites Album Unholier than Thou, worauf Chris Bayley wieder als Sänger zu hören war. Im Jahr 2000 folgte Chaos in Copenhagen, das Coverversionen von Christ Denied und Dawn enthielt. Im Jahr 2004 folgte über Galy Records das nächste Studioalbum One Who Points to Death. Im Jahr 2007 erschien die EP Demon God, worauf neben vier Demoliedern, die eigentlich auf dem vierten Album Systematical Extermination erscheinen sollten, auch zwei alte Lieder vom Album None Shall Defy enthalten waren, die neu aufgenommen wurden. Als Gastmusiker waren hierbei George Fisher und Rob Barrett von Cannibal Corpse und Chris Valagao von Zimmers Hole zu hören.

## Stil
In der Anfangszeit der Band verkündete Schlagzeuger Rick Nemes: „Wir sind die härteste Band Kanadas und haben nur ein Ziel: Slayer vom Thron zu stoßen!“ Nemes hatte vorher bei der christlichen Rock-Band Rapid Tears gespielt; er erklärte: „Naja, Rapid Tears haben zwar eine andere Lebenseinstellung verkörpert, aber die paßte halt überhaupt nicht zu mir. Ich lebe für das irdische Leben mit all seinen Exzessen und ‚Sünden‘ und war eigentlich schon immer am Okkulten - in welcher Erscheinungsform auch immer - interessiert. Ich glaube auch heute noch an Gott, aber ich weiß, daß Satan ebenso real ist. Ich habe gelernt, dieses Leben und meine Triebe zu akzeptieren. Ich mag nunmal alles, was makaber ist, und dementsprechend klingen Infernal Majesty.“ Götz Kühnemund verglich das Konzept der Band mit dem Venoms und ordnete die Band entsprechend dem Black Metal zu. Der Stil wurde mit dem von Slayer und Hallows Eve verglichen, Chris Baileys Gesang wurde als death-metal-typisch bezeichnet. Holger Stratmann vom Crash und Rock Hard lobte sie als technisch versiert und die Lieder als komplex strukturiert, bemängelte jedoch die „dümmlichen und klischeehaften Horrortexte“.
Björn Friedetzky vom New Rock & Metal Hammer beschrieb die Musik auf dem zweiten Album Unholier than Thou als „komplex und majestätisch, aber doch ohne jedes vertrauliche Pathos. In Verbindung mit den Texten malt sie ein Bild von hoffnungsvoller Dynamik und zornigen Gefühlen. Inspirationen wie Death oder Slayer. vor allem wegen des durchstrukturierten Songaufbaus, leugnet Kenny nicht: ‚Die entscheidenden Einflüsse liegen allerdings in- [sic!] und außerhalb des Metal-Genres. nur durch Hinzunahme solcher Quellen kann etwas anderes entstehen.‘“ Er bezeichnete es als „das beste Death-Album seit langem und über jeden Zweifel erhaben“ und Eric Laighton als „genialen Drummer“. Kai Wendel vom Rock Hard warnte in seiner Kritik zum Album, dass dies nicht „ein ähnlich rohes Machwerk“ wie der „Kultkracher“ None Shall Defy sei, da sich die Musik „stilistisch doch etwas verändert“ habe; die Band sei zwar „ihren Achtziger-Wurzeln treu geblieben“, habe „diese aber mit einigen traditionellen Death Metal-Einflüssen aufgewertet“ und gehe „etwas geordneter und durchdachter zu Werke als auf dem Debüt“. Da die Band ihren Stil kaum weiterentwickelte, bietet auch ihr drittes Album One Who Points to Death „musikalisch noch die alte Rumpelschule der Achtziger […]. Wo andere krampfhaft versuchen, sich möglichst rückwärts zu orientieren, gehören traditionelle Bratgitarren-Klänge, schmutzige Soli und grölende Gesänge unterhalb der Todeslinie natürlich dazu.“ Allerdings bietet das Album auch „eine überraschend moderne Produktion, die den Sound kraftvoll und transparent wirken lässt“.

## Diskografie
- 1986: Demo
- 1987: None Shall Defy
- 1988: Nigresent Dissolution (Demo)
- 1992: Creation of Chaos (Demo)
- 1998: Unholier than Thou
- 1999: The Official Demo Series Vol. 1 (Split-Album mit Dark Tranquillity und Dark Angel)
- 2000: Chaos in Copenhagen (Livealbum)
- 2004: One Who Points to Death
- 2006: Systematical Extermination
- 2007: Demon God (EP)